# IPad mini (第二代)
iPad mini 2（原名iPad mini配備Retina顯示器，不過後來在發表會上被改為現名）是蘋果公司設計、開發及銷售的第二代iPad mini。此平板電腦配備有7.9吋，2013年10月22日於美国加州舊金山發表，並於同年11月15日發售。
2014年10月，蘋果公司發表iPad mini 3。原有的iPad mini 2仍繼續銷售容量16GB及32GB機型，iPad mini (第一代)仍繼續銷售容量16GB機型。
自2017年3月21日蘋果公司發表iPad (2017)後，iPad mini 2隨即下架。
到2022年4月7日，蘋果官網比較iPad的欄裏仍有iPad mini 2作比較，但由於不設指紋，所以比起第三代已經過時。

## 硬件
採用7.9吋（LED背光），解析度增加到四倍2048×1536，配置500萬像素後置 iSight 鏡頭，120 萬像素前置 FaceTime HD 鏡頭。處理器採用與 iPhone 5s 相同的64位元Apple A7處理器和M7動態協同處理器，配備1GB RAM。此外，第二代iPad mini採用MIMO技術，提高了Wi-Fi數據傳輸速度。
基準測試方面，Geekbench 3的單核心/多核心得分為1390/2512，比第一代的261/493快了四倍以上。

## iPad 时间线
|  |

## 資料來源
1. ↑  Apple- iPad mini with Retina display
2. ↑  官方名稱“iPad mini (with Retina display)”
3. ↑  . BBC. 2013-10-23  [2013-10-26].
4. ↑  .   [2013-10-26]. （原始内容存档于2013-10-25）.
5. ↑  Juli Clover. . MacRumors. November 12, 2013  [2013-11-16]. （原始内容存档于2013-11-15）.
6. ↑  Apple Inc. (2010–2011). iPad News - Newsroom Archive. Retrieved 2018-06-07.

| 前任： iPad mini (第一代) | iPad mini 2 2013年11月起 | 繼任： iPad mini 3 （2014年11月起） |